# Hollandaea porphyrocarpa
Hollandaea porphyrocarpa är en tvåhjärtbladig växtart som beskrevs av A.J.Ford & P.H.Weston. Hollandaea porphyrocarpa ingår i släktet Hollandaea och familjen Proteaceae. Inga underarter finns listade i Catalogue of Life.